# 藏加拉杜古
藏加拉杜古（法語：Zangaradougou），是馬里的城鎮，位於該國南部，由錫卡索區的錫卡索省負責管轄，面積99平方公里，海拔高度390米，2009年人口6,818，人口密度每平方公里69人。